# Чумак Олександр Борисович
Олександр Борисович Чумак (нар. 4 вересня 1941, Київ, Українська РСР, СРСР) — радянський і український кіносценарист.

## Біографія
Народився 4 вересня 1941 року у Києві в родині військовослужбовця. Закінчив Київський державний інститут театрального мистецтва ім. І. К. Карпенка-Карого (1981). З 1981 року — сценарист Київської кіностудії ім. О. П. Довженка.
Член Національної спілки кінематографістів України.

## Фільмографія
Написав сценарії до фільмів:
- «Все починається з любові» (1984, Я. Ланчак)
- «Чоловіки є чоловіки» (1985, реж. О. Мороз)
- «Була не була» (1986, реж. В. Федосов)
- «Кому вгору, кому вниз» (1991, реж. С. Клименко)